# 김지범
김지범(金知範. 1999년 2월 3일 ~ )은 대한민국의 보이 그룹 골든차일드의 리드보컬을 맡았었다.

## 학력
- 남산고등학교 (전학) → 경성고등학교 (졸업)
- 백석예술대학교 실용음악 (재학)[3]

## 음반 외 활동 목록

### 예능
| 일시   | 기간     | 방송사 | 프로그램명                   |
| ------ | -------- | ------ | ---------------------------- |
| 2020년 | 3월 22일 | MBC    | 《미스터리 음악쇼 복면가왕》 |
| 2020년 | 6월 14일 | MBC    | 《미스터리 음악쇼 복면가왕》 |

### 라디오

#### 게스트
| 일시   | 기간     | 방송사        | 프로그램명                  |
| ------ | -------- | ------------- | --------------------------- |
| 2017년 | 9월 20일 | SBS 러브FM    | 《김창렬의 올드스쿨》       |
| 2018년 | 2월 1일  | SBS 파워FM    | 《NCT의 night night!》      |
| 2018년 | 2월 8일  | 아리랑 라디오 | 《K-Poppin'》               |
| 2018년 | 2월 10일 | SBS 파워FM    | 《박소현의 러브게임》       |
| 2018년 | 2월 14일 | SBS 파워FM    | 《최화정의 파워타임》       |
| 2018년 | 2월 14일 | KBS 쿨FM      | 《이홍기의 키스 더 라디오》 |
| 2018년 | 7월 10일 | SBS 파워FM    | 《NCT의 night night!》      |
| 2018년 | 11월 1일 | SBS 파워FM    | 《NCT의 night night!》      |